# Museo ArtCar
El museo ArtCar es un museo privado de arte contemporáneo ubicado en Houston, Texas, Estados Unidos. El museo, apodado el Garage Mahal, se estrenó en febrero de 1988. Su énfasis está en los coches de arte, bellas artes y artistas que raramente se ven en otras instituciones culturales. La misión del museo es elevar la conciencia de las dimensiones política, económica y personal de arte.
El museo fue fundado por Ann Harithas, artista y desde hace mucho tiempo partidario del movimiento Art Car, y James Harithas, exdirector del Museo Corcoran, Washington D. C., el Everson Museum of Art, Syracuse, Nueva York, el Museo de Arte Contemporáneo Houston y actual director del Museo Station, Houston, Texas.
La sala de exposiciones del museo celebra el espíritu de esta era posmoderna de auto-cultivo, en el que los artistas han remodelado coches comunes a las especificaciones de sus propias imágenes y visiones idiosincráticas. El museo cuenta con artilugios móviles, así como exposiciones de artistas locales, nacionales e internacionales.